# Gerrit Hulsman
Gerrit Hulsman, né le 18 février 1900 à Deventer et décédé le 23 novembre 1964, est un footballeur international néerlandais. Il a joué pour Go Ahead et Feijenoord.

## Biographie
En 1921, il devient le premier joueur de Go Ahead Eagles à être sélectionné en équipe des Pays-Bas. Dix mois plus tard, il est également le premier joueur international du Feyenoord Rotterdam.
Il reçoit un total de quatre sélections avec l'équipe des Pays-Bas entre 1921 et 1923. Il joue à cet effet deux matchs amicaux contre le Danemark, puis deux matchs amicaux contre la Suisse.
Il commence à jouer dans l'équipe première de Go Ahead en 1918. En raison de ses qualités et de sa part dans les succès de Go Ahead, qui est champion régional sans discontinuer entre 1915 et 1923, Feyenoord cherche à le recruter. En raison du strict amateurisme imposé par la NVB, il doit prétexter avoir trouvé un nouveau travail à Rotterdam et vouloir devenir licencié de Feyenoord pour réaliser son transfert. Il ne jouera qu'une saison à Feyenoord avant de retourner finir sa carrière à Go Ahead.

## Clubs
- 1918–1921 :  Go Ahead
- 1921–1922 :  Feijenoord
- 1922–1929 :  Go Ahead

## Sélections
| 0   | Date             | Lieu                 | Compétition  | Résultat | Adversaire |
| --- | ---------------- | -------------------- | ------------ | -------- | ---------- |
| 1er | 12 juin 1921     | Copenhague, Danemark | Match amical | N 1-1    | Danemark   |
| 2e  | 17 avril 1922    | Amsterdam, Pays-Bas  | Match amical | V 2-0    | Danemark   |
| 3e  | 19 novembre 1922 | Bern, Suisse         | Match amical | D 5-0    | Suisse     |
| 4e  | 25 novembre 1923 | Amsterdam, Pays-Bas  | Match amical | V 4-1    | Suisse     |